# Мюллер, Роберт (директор ФБР)
Роберт Суон Мюллер III (англ. Robert Swan Mueller III; род. 7 августа 1944) — руководитель Федерального бюро расследований США с 4 сентября 2001 года по 4 сентября 2013 года. Под его руководством началась реформа бюро, включавшая в себя, в частности, усиление подразделений по борьбе с терроризмом и сбору информации. В результате реформы ФБР стало активнее сотрудничать с ЦРУ, а ряд подразделений ФБР стал подотчётен Директору национальной разведки.

## Биография
Роберт Суон Мюллер III (Robert Swan Mueller III) родился 7 августа 1944 года в Нью-Йорке. Рос в пригороде Филадельфии. В 1962 году окончил среднюю Школу святого Павла в Конкорде, штат Нью-Гемпшир.
В 1966 году окончил Принстонский университет со степенью бакалавра искусств, а в 1967 году — Нью-Йоркский университет со степенью магистра искусств по специализации «международные отношения».
С 1968 по 1970 год служил офицером в Третьей дивизии Корпуса морской пехоты США во Вьетнаме, командовал пехотным взводом. Был ранен, но добровольно вернулся командовать своим взводом. Награждён медалью «Бронзовая звезда», двумя Военно-морскими медалями за заслуги, орденом «Пурпурное сердце» и «Вьетнамским крестом за отвагу».
После окончания службы учился на юридическом факультете Виргинского университета, в 1973 году получил степень доктора юриспруденции. Во время учёбы работал в местном юридическом издании.
По окончании учёбы до 1976 года работал в частной фирме как адвокат на судебных процессах в Сан-Франциско. Затем перешёл на государственную службу. В аппарате федерального прокурора по северному округу Калифорнии в Сан-Франциско Мюллер занимал должности начальника отдела криминальных расследований и помощника федерального прокурора.
В 1982 году переехал в Бостон. Занимал посты начальника криминального отдела в аппарате федерального прокурора и заместителя федерального прокурора. Занимался расследованием дел, связанных с крупным финансовым мошенничеством, терроризмом, коррупцией, наркомафией и отмыванием денег.
С 1988 по 1989 год был партнёром в юридической фирме Hill and Barlow в Бостоне, затем вернулся на государственную службу.
В 1989 году получил должность заместителя министра юстиции Ричарда Торнберга (Richard L. Thornburgh). В 1990 году возглавил департамент криминальных расследований министерства юстиции. Занимался процессами по делам бывшего лидера Панамы Мануэля Норьеги (Manuel Noriega) и мафиозного босса Джона Готти (John Gotti), а также расследованием взрыва над Шотландией самолёта компании Pan American (1988 год). В 1991 году был избран членом Американской коллегии адвокатов (American College of Trial Lawyers). В 1992 году после печально известного инцидента у Руби-Ридж был одним из тех, кто выступил в поддержку агентов ФБР, убивших женщину и ребёнка.
В 1993 году стал партнёром в юридической фирме «Hale and Dorr» в Бостоне, специализировался по сложным расследованиям экономических преступлений. Согласно сообщениям прессы, зарплата Мюллера на этой работе составляла около 400 тысяч долларов в год, но он предпочёл вернуться на менее доходную государственную службу.
С 1995 года работал старшим процессуальным адвокатом в отделе убийств аппарата федерального прокурора округа Колумбия. В 1998 году был назначен федеральным прокурором Сан-Франциско, занимал этот пост до 2001 года. Затем с января по май 2001 года исполнял обязанности заместителя министра юстиции.
В мае 2001 года директор ФБР Луис Фри (Louis Freeh) заявил о своей досрочной отставке. Мюллера называли наиболее вероятным претендентом на его место. Практически неизвестный широкой публике юрист пользовался уважением у профессионалов. Значительную роль сыграла поддержка, которой Мюллер заручился у министра юстиции Джона Эшкрофта (John Ashcroft), поскольку в планы президента Джорджа Буша входило усиление контроля над ФБР со стороны министерства. Кроме того, Мюллер, будучи консервативным республиканцем, пользовался репутацией человека, умеющего найти межпартийный компромисс и завоевать поддержку демократов.
Буш выдвинул кандидатуру Мюллера на пост директора ФБР в июле 2001 года, а в начале августа она была единогласно одобрена Сенатом. Официально Мюллер вступил в должность 4 сентября 2001 года.
Перед Мюллером стояла непростая задача реабилитации ФБР после разоблачения двойного агента Роберта Ханссена (Robert Hanssen), арестованного в начале года, нарушений, обнаруженных в расследовании дела террориста Тимоти Маквея (Timothy McVeigh), и ряда других провалов в работе ведомства.
Журналисты предполагали, что американское общество даст новому директору запас времени для необходимых преобразований, но 11 сентября произошли теракты в Нью-Йорке и Вашингтоне, и ФБР подверглось критике за неспособность их предотвратить (в частности, из-за недостаточно эффективного взаимодействия сотрудников).
В октябре 2001 года был принят Закон, известный как «USA PATRIOT ACT», значительно расширивший полномочия спецслужб. В мае 2002 года Мюллер выступил с планом крупных преобразований в бюро. Предполагалось расширить полномочия агентов на местах и провести значительное усиление подразделений, ответственных за противостояние терроризму, сбор и анализ информации. Также в конце 2002 года был создан новый государственный орган — министерство внутренней безопасности. Хотя ФБР и ЦРУ остались независимыми организациями, они участвовали в действующей на основе этого министерства системе обмена информацией. Позднее, в 2005 году, ФБР оказалось частично подотчётно директору национальной разведки — этот новый пост занял Джон Негропонте (John Negroponte). Успехи Мюллера на поприще внутреннего реформирования ФБР вызывали у наблюдателей противоречивые оценки.
В середине 2000-х годов ФБР несколько раз предпринимало попытки создать собственную компьютерную базу. Однако первая попытка, на которую было потрачено около 170 миллионов долларов, закончилась неудачей — в марте 2005 года Мюллер сообщил об отказе от проекта и взял вину за неудачу на себя. В марте 2006 года появились сообщения о том, что на доработку новой базы, получившей название Sentinel, выделили 500 миллионов долларов. Одновременно ФБР усилило деятельность, связанную с электронными технологиями и наукой. В июне 2006 года Мюллер на встрече с представителями крупнейших интернет-компаний заявил о возможности двухгодичного хранения информации о запросах пользователей, а в июле обновил руководящий состав ФБР, пригласив в бюро заниматься вопросами, связанными с наукой, компьютерными технологиями и управлением персоналом, не имеющих отношения к ФБР специалистов и признав тем самым ранее существовавшие пробелы в организации работы на этих направлениях.
В марте 2007 года Мюллер и генеральный прокурор США Альберто Гонсалес признали, что в ходе расследования дел, касавшихся терроризма, ФБР подчас незаконно добывало личную информацию о гражданах США. Спустя год Мюллер также подтвердил, что ФБР в прошлом незаконно прослушивало телефонные разговоры и отслеживало кредитные истории и историю посещения гражданами США сайтов в интернете.
В 2007 году в США начался кризис на рынке недвижимости, который привёл к мировому финансовому кризису. Ещё в начале кризиса ФБР начало расследование в отношении компаний, предоставлявших кредиты заёмщикам с низким или нерегулярным доходом. Уже к сентябрю 2008 года, согласно заявлениям Мюллера, ФБР расследовало деятельность около 1 400 кредитных организаций, в частности около 20 крупных финансовых компаний, подозревавшихся в мошенничестве на ипотечном рынке.
Накануне выборов президента США 2008 года появлялись предположения, что после окончания президентского срока Джорджа Буша в январе 2009 года Мюллер покинет свой пост. Однако в октябре 2008 года директор ФБР опроверг эти слухи, заявив, что не собирается уходить до истечения срока своих полномочий в сентябре 2011 года.
В мае 2011 года президент США Барак Обама заявил, что Мюллер «установил золотой стандарт для руководства бюро» и попросил Конгресс подготовить Закон, который позволил бы продлить срок его полномочий ещё на два года. Поддержка этого органа была необходима, потому что по действующему законодательству директор ФБР мог занимать свой пост не более 10 лет. И республиканцев, и демократов кандидатура Мюллера устраивала, поэтому вскоре сенаторы представили соответствующий законопроект. В прессе решение Обамы и Конгресса объясняли повышенной террористической угрозой после ликвидации «террориста номер один» Осамы бин Ладена. 21 июля того же года законопроект о продлении полномочий Мюллера был принят Сенатом США, 26 — подписан Обамой. Наконец, 27 июля кандидатура Мюллера на дополнительный срок в качестве директора ФБР была утверждена Сенатом единогласно.
4 сентября 2013 года Мюллер покинул пост главы ФБР. Его заменил  Джеймс Коми.
Роберт Мюллер женат, у него две дочери.

## Расследование мошенничества американских банков
Роберт Мюллер: «расследование проводится в отношении более чем 20 крупных финансовых организаций».
Газета Neues Deutschland, газета Handelsblatt:

… речь идёт … о величайшем в истории ограблении банков. Только вот разбойники на этот раз — сами банкиры. Они хотят в обмен на обесценившиеся бросовые бумаги получить часть государственной казны. О расходовании 700 миллиардов долларов решает единолично министр финансов Генри Полсон, не подчиняясь при этом никакому парламентскому контролю. Здесь, по меткому выражению газеты Handelsblatt, демократия борется с современной финансовой системой.

## Президентские выборы 2016 года
17 мая 2017 года министерство юстиции США назначило Мюллера на должность специального прокурора для расследования вмешательства России в президентские выборы США 2016 года. Приказом минюста Мюллер уполномочен расследовать:
- попытки российского правительства вмешиваться в американские выборы 2016 года
- любые связи или координацию между Россией и любыми лицами, связанными с предвыборным штабом Дональда Трампа.

В ходе расследования были предъявлены обвинения Полу Манафорту, некоторое время возглавлявшему предвыборный штаб Трампа. Его и его сообщников обвинили в укрытии доходов от работы с Партией регионов Виктора Януковича. В феврале 2018 года были предъявлены обвинения 13 российским гражданам, которые, по версии обвинения, работали на так называемой «фабрике троллей» Евгения Пригожина и через социальные сети в ходе предвыборной кампании распространяли лживую информацию о Хиллари Клинтон.
13 июля 2018 года спецпрокурор Мюллер предъявил обвинение во вмешательстве в выборы президента США 12 российским гражданам, которых в США называют офицерами главного управления Генштаба Вооружённых сил России (ранее называлось ГРУ).
24 марта 2019 года Министерство юстиции США передало конгрессу резюме по докладу спецпрокурора Роберта Мюллера о «российском вмешательстве», в котором отмечается отсутствие доказательств сговора президента Дональда Трампа с Россией.
4 апреля 2019 года сенатор США от Республиканской партии Рэнд Пол в пятый раз заблокировал резолюцию об обнародовании полного текста доклада о «российском вмешательстве».

## Черты характера
Роберт Мюллер известен своей принципиальностью и профессионализмом. Бытует мнение, что он предъявил бы обвинение собственной матери, если бы она нарушила закон.